# Transtage

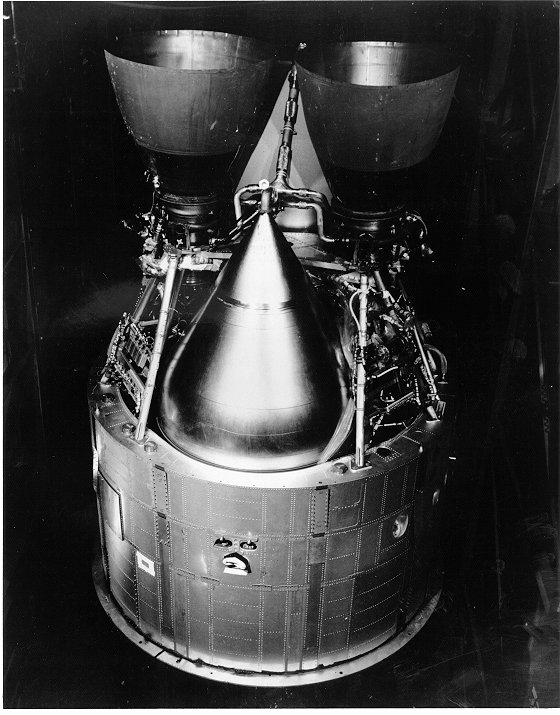
Étage Transtage.

Transtage est un étage supérieur de fusée développé pour le lanceur américain Titan au début des années 1960. Il dispose de son propre système de contrôle d'attitude et peut être rallumé plusieurs fois. Il est propulsé par deux moteurs utilisant les mêmes ergols que les deux premiers étages du lanceur Titan. Il est conçu par le constructeur aérospatial américain Martin Marietta également fabricant de la Titan, pour servir de troisième étage à la version Titan 3A. Cette version rencontre peu de succès du fait de son coût. Il est proposé  par la suite sur les versions Titan 3C et Titan 34D. 47 exemplaires seront lancés entre le 1er septembre 1964 et le 4 septembre 1989 avec 4 échecs et 3 échecs partiels .

## Caractéristiques
Pour le lanceur Titan 3A, Martin Marietta commence à développer fin 1963 à la demande l'Armée de l'Air américaine un étage supérieur baptisé Transtage qui peut être rallumé plusieurs fois et qui est conçu notamment pour répondre aux besoins de mise en orbite du satellite de reconnaissance KH-8. L'étage est très compact (diamètre de 3,05 m pour une longueur de 4,57 m) et est propulsé par deux moteurs-fusées Aerojet AJ10-138 d'une poussée unitaire de 36 kN. Ceux-ci utilisent les mêmes ergols hypergoliques (s'allumant spontanément lorsqu'ils sont mis en contact) que les deux premiers étages du lanceur Titan, à savoir du peroxyde d'azote et de l'aérozine 50. Le carburant est injecté dans le moteur par un système de pressurisation utilisant de l'hélium. Les réservoirs contenant les ergols sont réalisés en titane et constituent une réalisation remarquable compte tenu de leur taille. La masse totale de l'étage est de 12 247 kg et sans les carburants de 1,88 tonne.
Le moteur AJ10-138 utilisé est développé par Aérojet à peu près à la même période que l'AJ10-137 utilisé par le module de commande et de service Apollo. Il partage la même architecture mais est deux fois moins puissant. Comme celui-ci il comporte une chambre de combustion qui est maintenue en dessous de la température critique par un revêtement intérieur ablatif (qui s'évapore sous l'effet de la chaleur) dont la mise au point sera longue. La tuyère qui est montée sur cardan a un rapport de sections de 1/40. Elle est réalisée en partie en columbium recouvert d'une couche d'aluminium et évacue la chaleur par rayonnement. Chaque moteur a une masse de 100 kg.
Le système de guidage et de contrôle d'attitude utilise un système inertiel dérivé de celui du missile Titan 2 et reposant sur des gyroscopes pour déterminer la vitesse et la route suivie. La version installée sur le Transtage dispose d'un ordinateur IBM plus puissant. Celui-ci contrôle l'ensemble du lanceur. Durant la phase propulsée, il calcule les écarts de la trajectoire par rapport à la route programmée et commande l'inclinaison  de la poussée des moteurs-fusées des trois étages. Lorsque le lanceur est dans une phase non propulsée (orbite d'attente ou de transfert), il contrôle l'attitude et actionne si nécessaire quatre grappes de petits moteurs fournis par Rocketdyne, fonctionnant à l'hydrazine, incorporés dans l'étage et chargés des modifications d'orientation.

## Historique des lancements
Martin Marietta ne reçoit qu'une commande de 5 lanceurs Titan 3A équipé du Transtage et cette version n'aura pas de suite sans doute du fait du coût élevé de l'étage supérieur. Seuls 4 lanceurs Titan 3A sont tirés entre le 1er septembre 1964 et le 6 mai 1965 avec un échec (le premier tir). Le Transtage constitue le troisième étage de la version Titan 3C qui est lancée à 36 exemplaires entre le 18 juin 1965 et le 6 mars 1982 (5 échecs). Enfin l'étage Transtage est proposé sur la version Titan 34D. 7 exemplaires seront lancés entre le 31 janvier 1984 et le 4 septembre 1989 (1 échec).